# Copa Conmebol
La Copa Conmebol fue un torneo anual internacional oficial de fútbol en América del Sur, surgido en 1992 y organizado por la Conmebol. Si bien acogía a menos equipos, imitaba el formato que tenía la Copa UEFA en Europa en aquel entonces, ya que se jugaba con 16 equipos que se eliminaban directamente en partidos de ida y vuelta. Los equipos clasificados eran usualmente los que terminaban detrás de los clasificados a la Copa Libertadores. Si bien formalmente un mismo club podía disputar los dos torneos en un mismo año, esto no fue habitual. En sus primeros años, ganar la copa daba el derecho de participar en la Copa de Oro Nicolás Leoz y en la Copa Máster de Conmebol. La edición de 1993 le permitió al campeón disputar la Recopa Sudamericana 1994.
La Copa Conmebol guarda varias similitudes con la actual Copa Sudamericana, ya que imita su formato de competición y posee un sistema de clasificación similar, pero con la diferencia de que los equipos campeones y subcampeones no participaban de la Copa Conmebol y sí lo hicieron (en algunos países) hasta la Copa Sudamericana 2016. Por estas semejanzas, es considerada como la principal de las cuatro precursoras de la actual Copa Sudamericana, junto a la Supercopa, la Copa Merconorte y la Copa Mercosur.
El club con más títulos es el Atlético Mineiro, de Brasil, con dos conquistas. El último campeón fue Talleres de Córdoba.

## Historial
| Año          | Campeón                   | Final Resultados   | Subcampeón                | Semifinalistas               | Semifinalistas                    |
| ------------ | ------------------------- | ------------------ | ------------------------- | ---------------------------- | --------------------------------- |
| 1992 Detalle | Atlético Mineiro Brasil   | 2:0 0:1            | Olimpia Paraguay          | El Nacional Ecuador          | Gimnasia y Esgrima (LP) Argentina |
| 1993 Detalle | Botafogo Brasil           | 1:1 2:2 (3:1 pen.) | Peñarol Uruguay           | Atlético Mineiro Brasil      | San Lorenzo Argentina             |
| 1994 Detalle | São Paulo Brasil          | 6:1 0:3            | Peñarol Uruguay           | Corinthians Brasil           | Universidad de Chile Chile        |
| 1995 Detalle | Rosario Central Argentina | 0:4 4:0 (4:3 pen.) | Atlético Mineiro Brasil   | Atlético Colegiales Paraguay | América de Cali Colombia          |
| 1996 Detalle | Lanús Argentina           | 2:0 0:1            | Santa Fe Colombia         | Rosario Central Argentina    | Vasco da Gama Brasil              |
| 1997 Detalle | Atlético Mineiro Brasil   | 4:1 1:1            | Lanús Argentina           | Universitario Perú           | Colón Argentina                   |
| 1998 Detalle | Santos Brasil             | 1:0 0:0            | Rosario Central Argentina | Sampaio Corrêa Brasil        | Atlético Mineiro Brasil           |
| 1999 Detalle | Talleres (C) Argentina    | 2:4 3:0            | Sportivo Alagoano Brasil  | Deportes Concepción Chile    | São Raimundo Brasil               |

## Palmarés

### Títulos por equipo
| Equipo            | País      | Títulos | Subtítulos | Años campeón | Años subcampeón |
| ----------------- | --------- | ------- | ---------- | ------------ | --------------- |
| Atlético Mineiro  | Brasil    | 2       | 1          | 1992, 1997   | 1995            |
| Rosario Central   | Argentina | 1       | 1          | 1995         | 1998            |
| Lanús             | Argentina | 1       | 1          | 1996         | 1997            |
| Botafogo          | Brasil    | 1       | 0          | 1993         |                 |
| São Paulo         | Brasil    | 1       | 0          | 1994         |                 |
| Santos            | Brasil    | 1       | 0          | 1998         |                 |
| Talleres (C)      | Argentina | 1       | 0          | 1999         |                 |
| Peñarol           | Uruguay   | 0       | 2          |              | 1993, 1994      |
| Olimpia           | Paraguay  | 0       | 1          |              | 1992            |
| Santa Fe          | Colombia  | 0       | 1          |              | 1996            |
| Sportivo Alagoano | Brasil    | 0       | 1          |              | 1999            |

### Títulos por país
| País      | Campeonatos | Subcampeonatos | Clubes campeones                                               |
| --------- | ----------- | -------------- | -------------------------------------------------------------- |
| Brasil    | 5           | 2              | Atlético Mineiro (2), Botafogo (1), São Paulo (1) y Santos (1) |
| Argentina | 3           | 2              | Rosario Central (1), Lanús (1) y Talleres (1)                  |
| Uruguay   | 0           | 2              |                                                                |
| Paraguay  | 0           | 1              |                                                                |
| Colombia  | 0           | 1              |                                                                |

### Títulos incluyendo a la Copa Sudamericana
La Copa Conmebol es considerada la principal precursora de la Copa Sudamericana. Si se consolidan los títulos obtenidos en ambas competiciones, los clubes con mayor cantidad de conquistas son Lanús, Atlético Mineiro, São Paulo, Liga de Quito, Boca Juniors, Independiente, Athletico Paranaense e Independiente del Valle, sumando dos trofeos cada uno.

## Goleadores
| Año  | Jugador                          | Equipo                         | Goles |
| ---- | -------------------------------- | ------------------------------ | ----- |
| 1992 | Aílton                           | Atlético Mineiro               | 6     |
| 1993 | Sinval                           | Botafogo                       | 8     |
| 1994 | Martín Rodríguez                 | Peñarol                        | 6     |
| 1995 | Horacio Carbonari Rubén Da Silva | Rosario Central                | 4     |
| 1996 | Oscar Mena                       | Lanús                          | 5     |
| 1997 | Valdir Bigode                    | Atlético Mineiro               | 7     |
| 1998 | Viola Carlos Morales             | Santos Liga de Quito           | 4     |
| 1999 | Missinho Marcelo Araxá           | Sportivo Alagoano São Raimundo | 4     |

## Estadísticas

### Equipos
Se toman en cuenta las 8 ediciones de la copa desde 1992 hasta 1999.
- Mayor cantidad de participaciones:  Atlético Mineiro con 5.
- Mayor cantidad de participaciones sin ganar la copa:  Danubio con 4.

### Goles
- Mayores goleadas. Los partidos donde se han conseguido las mayores goleadas del torneo son:
  -  Junior 6-0  Marítimo (1992).
  -  Corinthians 6-0  Minervén (1994).
  -  Atlético Mineiro 6-0  Mineros de Guayana (1995).
  -  River Plate 6-0  Porongos (1996).
- Mayor cantidad de goles en un empate:  Defensor Sporting 3-3  Danubio, 1997.
- Mayor cantidad de goles en un partido:  Cobreloa 7-2  Ciclista Lima (9 goles) en 1995.
- Mayor goleada en una eliminatoria:  Atlético Mineiro 10-0  Mineros de Guayana (6-0 y 4-0) en 1995.
- Eliminatoria con más goles:  Cobreloa -  Ciclista Lima (1-4 y 7-2). Resultado global: 8-6, (14 goles) en 1995.

### Final
- Mayor número de finales ganadas:  Atlético Mineiro con 2 (1992 y 1997).
- Mayor número de finales disputadas:  Atlético Mineiro con 3 (1992, 1995 y 1997).
- Mayor número de finales perdidas:  Peñarol con 2 (1993 y 1994).
- Mayor goleada en una final:  São Paulo 6-1  Peñarol en 1994.
- Final con mayor diferencia goles marcador global:  Atlético Mineiro -  Lanús 4-1/1-1. Resultado global: 5-2 en 1997.
- Mayor cantidad de goles en una final:  São Paulo 6-1  Peñarol, en 1994.
- Definición por penales: En dos ocasiones, los finalistas han llegado a disputar la tanda de penales, para definir el campeón.
  -  Botafogo -  Peñarol en 1993.
  -  Rosario Central -  Atlético Mineiro en 1995.

### Entrenadores
- Entrenador con más trofeos:  Emerson Leão con 2, uno con el Atlético Mineiro (1997) y otro con el Santos (1998).
- Entrenador con más finales disputadas: 
-  Gregorio Pérez con 2, ambas con Peñarol (1993 y 1994). 
-  Procópio Cardoso con 2, ambas con el Atlético Mineiro (1992 y 1995). 
-  Emerson Leão con 2, una con el Atlético Mineiro (1997) y otra con el Santos (1998).

### Otras estadísticas
- Mejor equipo debutante.  Atlético Mineiro y  Rosario Central, quienes ganaron la Copa la primera vez que la jugaron, en 1992 y 1995, respectivamente; y al año siguiente llegaron a semifinales. Otros clubes que obtuvieron un título en su debut en el torneo fueron Botafogo, São Paulo, Santos y Talleres.
- Club con más Copas Conmebol que Ligas.  Talleres es el único club que tiene más Copas Conmebol (1, en 1999) que Ligas de Primera División (Ninguna).[19]
- Campeón eliminado en primera ronda. Sólo un defensor del título fue eliminado en primera ronda:  Botafogo en 1994.
- Campeón invicto. Un solo club ha ganado el torneo como invicto:
-  Atlético Mineiro en 1997.
- Resultado adverso 0-4 revertido en una final. Rosario Central dio vuelta una final tras un 0-4 adverso ocurrido en el partido de ida de la final de 1995, frente al Atlético Mineiro. Este hecho es único en el mundo ya que nunca un equipo revirtió un resultado adverso de 4 goles en una final internacional oficial.
- Clubes y países. Si se contabilizan sólo los clubes campeones de la Copa Conmebol, hay 7 equipos que han ganado el trofeo, y por países, solamente 2 de las federaciones participantes en la competición ostentan el honor de tener clubes campeones (Brasil y Argentina).
- Ceremonia de entrega. La entrega del trofeo se ha realizado en la mitad de los países pertenecientes al continente. Los países en donde se ha realizado dicha ceremonia han sido:
 Argentina (3)
 Brasil (2)
 Colombia (1)
 Paraguay (1)
 Uruguay (1)

| Ciudad         | Ceremonia de entrega | Año        |
| -------------- | -------------------- | ---------- |
| Rosario        | 2                    | 1995, 1998 |
| Asunción       | 1                    | 1992       |
| Rio de Janeiro | 1                    | 1993       |
| Montevideo     | 1                    | 1994       |
| Bogotá         | 1                    | 1996       |
| Belo Horizonte | 1                    | 1997       |
| Córdoba        | 1                    | 1999       |